# Depil

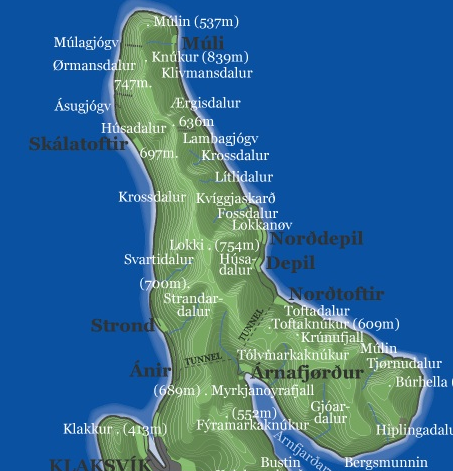
Der Ort Depil, an der Ostküste von Borðoy zwischen Norðdepil und Norðtoftir gelegen.

Depil [ˈdeːpɪl] (wörtlich Fleck, Punkt, Zentrum; dänisch: Deble) ist ein sehr kleiner Ort auf Borðoy im Nordwesten der Färöer. Im Dezember 2015 hatte der Ort, der zur färöischen Gemeinde Hvannasund gehört, lediglich zwei Einwohner. Die Postleitzahl lautet FO-735.
Depil liegt an der Ostküste Borðoy zwischen Norðdepil und Norðtoftir. Hier führt die Straße von Klaksvík auf die Insel Viðoy durch. Erstmals erwähnt wurde der Ort bereits 1584. Der Name Depil (im Sinne von „Treffpunkt“) geht möglicherweise auf die geografische Lage inmitten der sechs Nordinseln zurück. In der Nähe des Haupthofes wurden Reste eines Gebetshauses entdeckt, ein Hinweis auf eine ehedem größere Einwohnerzahl. Der Haupthof ist seit 2006 nicht mehr bewohnt und dient heute als Freilichtmuseum. Die Entvölkerung des Ortes fand jedoch bereits im 18. Jahrhundert statt, da immer mehr Grund und Boden im Dorf in den Besitz Auswärtiger kam. Bei der Volkszählung im Jahr 1801 lebten lediglich drei Einwohner in Depil. Mit seinen heutigen zwei Einwohnern gehört Depil zu den kleinsten Orten der Färöer. Dennoch hat das Dorf eine eigene Postleitzahl.

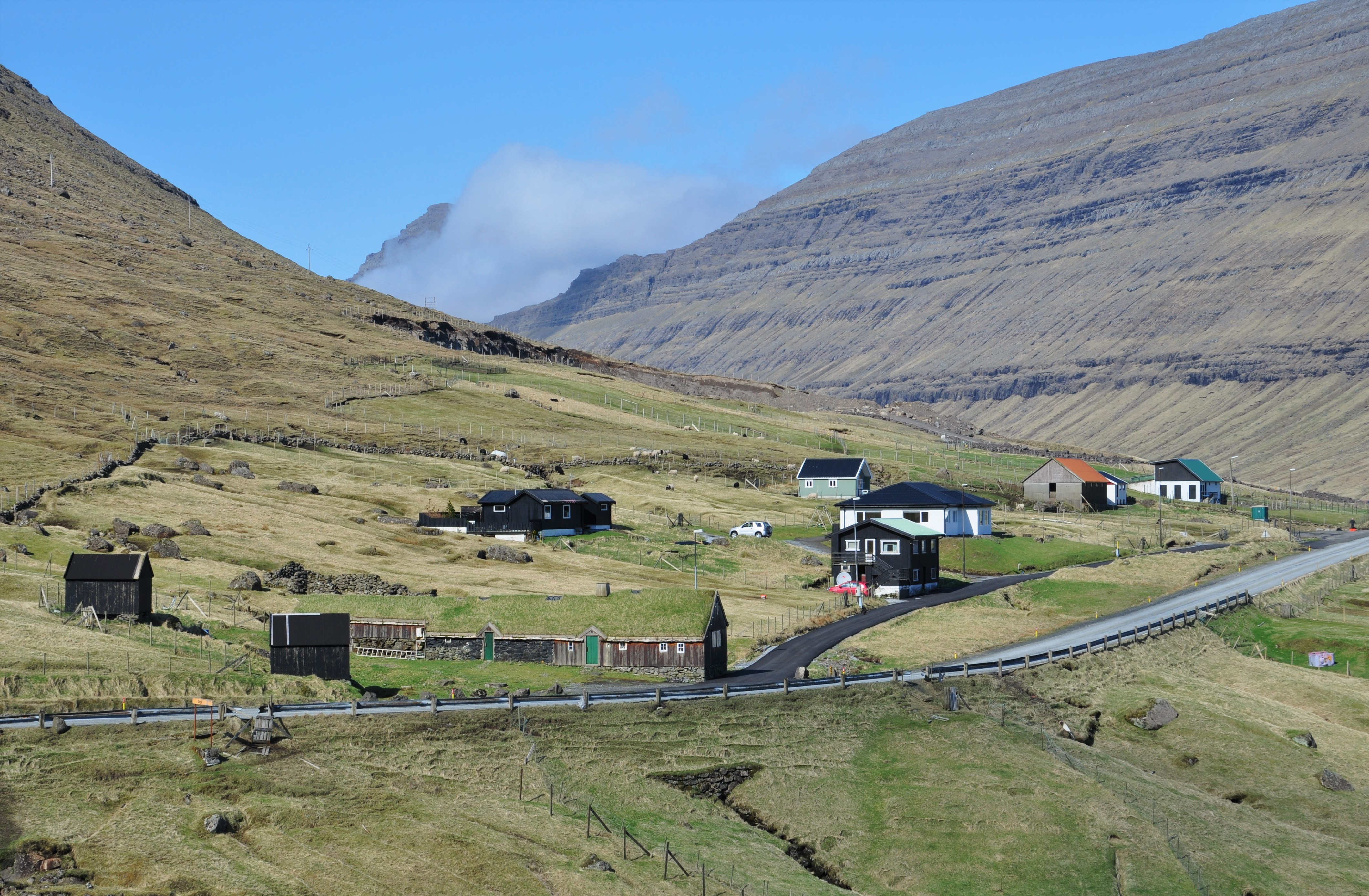
Depil (Aufnahme aus dem Jahr 2022)
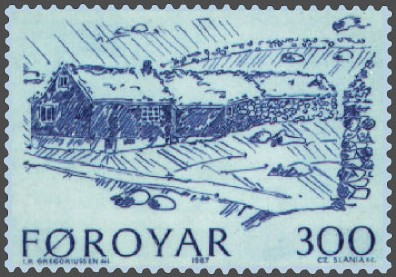
Der alte Hof in Depil
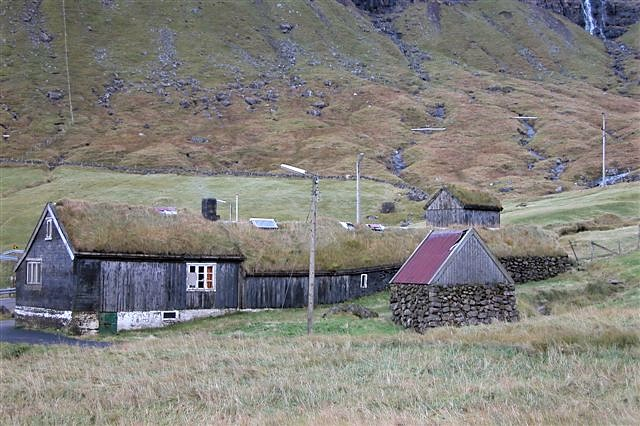
Der alte Hof in Depil
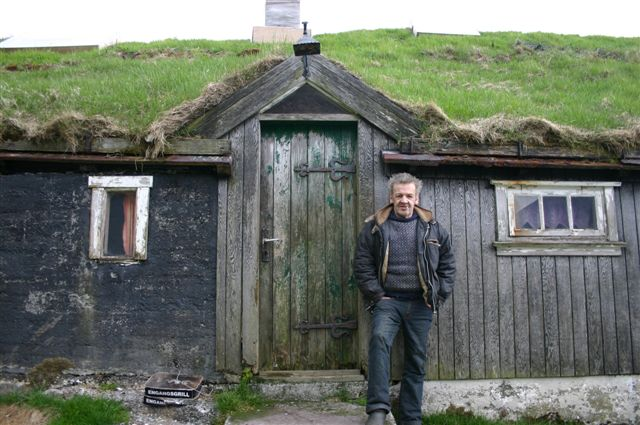
Der letzte Bewohner Ende 2006. Der Hof ist jetzt ein Museum.
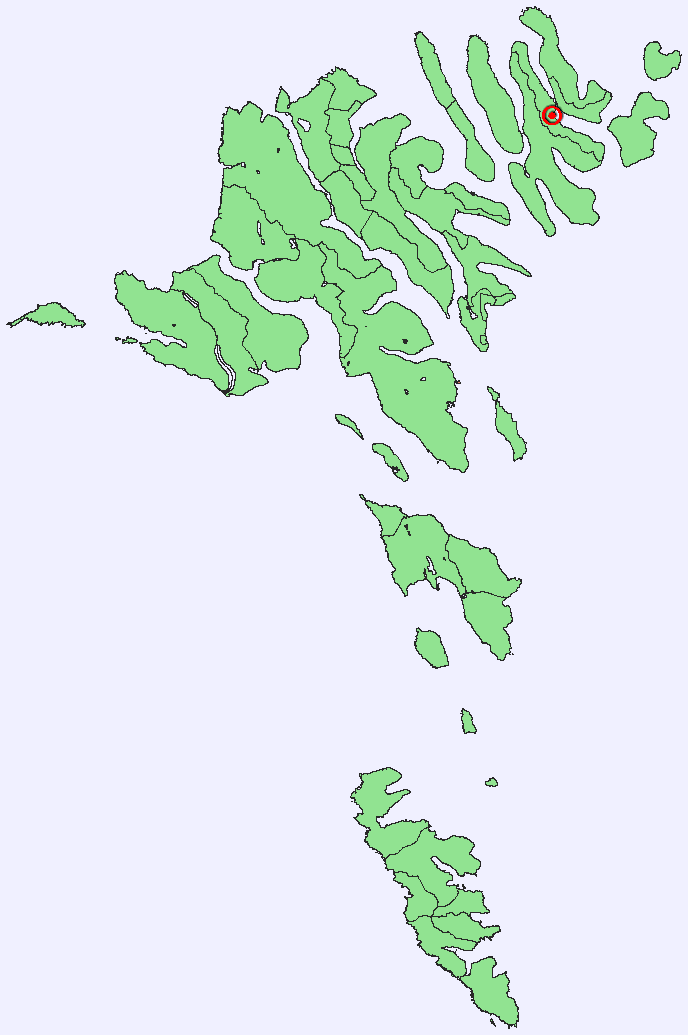
Lage von Depil auf den Färöern